# Matisse Samoise
Matisse Samoise (* 21. November 2001 in Gent) ist ein belgischer Fußballspieler.

## Karriere

### Verein
Matisse Samoise erlernte das Fußballspielen beim belgischen Verein KAA Gent. 
Sein Debüt für die Profimannschaft Gents absolvierte er am 29. September 2020 im Rückspiel der Qualifikation zur UEFA Champions League 2020/21 bei der 0:3-Auswärtsniederlage gegen Dynamo Kiew, als er in der zweiten Halbzeit eingewechselt wurde.
Am 18. April 2022 wurde Samoise mit Gent, dank eines 4:3-Finalsieges nach Elfmeterschießen gegen den RSC Anderlecht, belgischer Pokalsieger. Insgesamt bestritt er in der Saison 2022/23 33 von 40 möglichen Ligaspielen für Gent, in denen er zwei Tore schoss, zwei Pokalspiele, 11 Spiele im Europapokal und das verlorene Spiel um den Superpokal. In der nächsten Saison waren es 39 von 41 möglichen Ligaspielen, in denen sechs Tore schoss, drei Pokalspiele und elf Spiele im Europapokal mit einem geschossenen Tor. In der Saison 2024/25 kam er auf 32 von 40 möglichen Ligaspielen, zwei Pokalspiele und zehn Spiele im Europapokal.

### Nationalmannschaft
Samoise debütierte am 23. September 2022 für die belgische U 21-Nationalmannschaft bei der 1:2-Heimniederlage im Freundschaftsspiel gegen die Niederlande.

## Erfolge
KAA Gent
- Belgischer Pokalsieger: 2021/22